# Hans Kallenbach (Paramilitär)

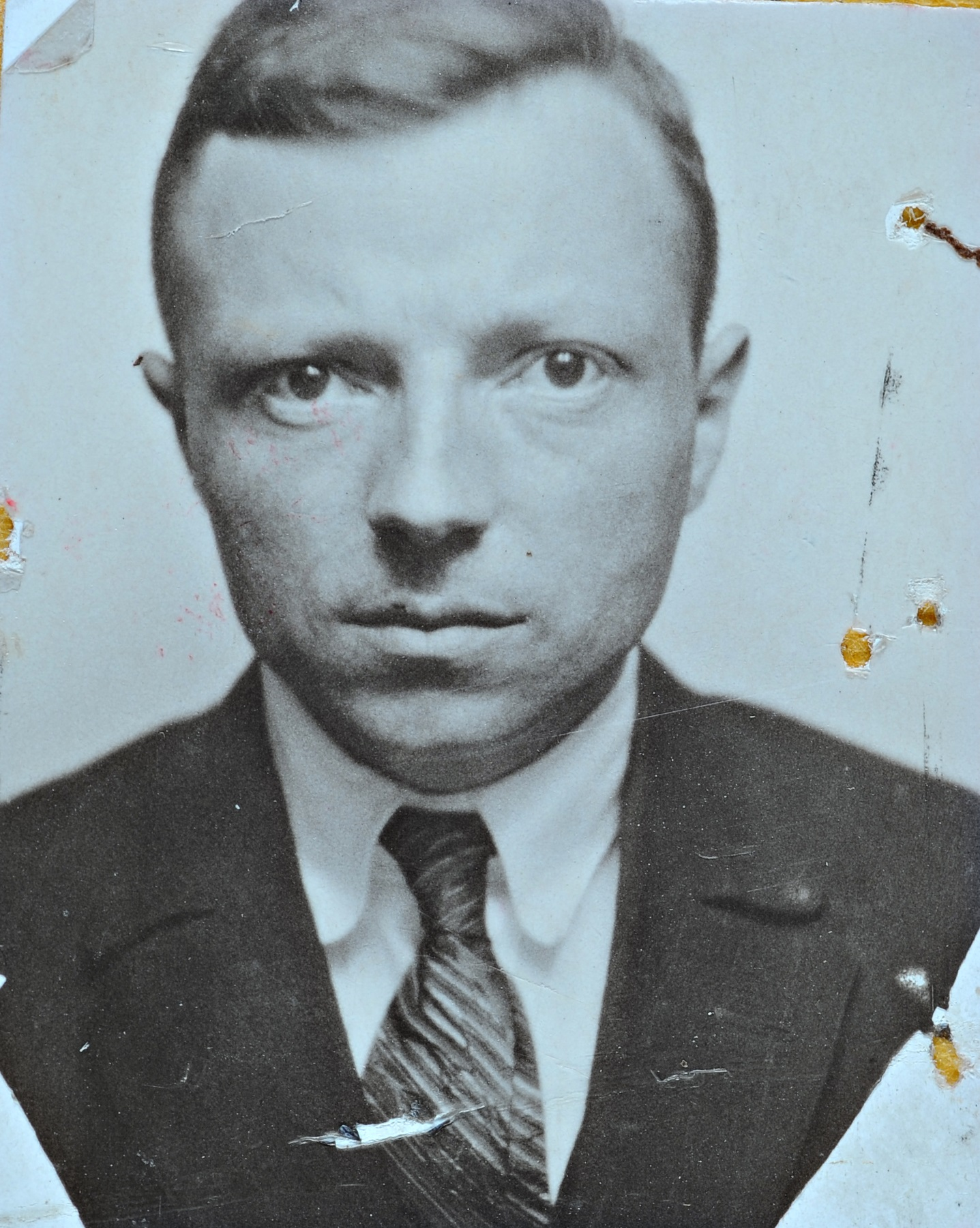
Hans Kallenbach (um 1927)

Karl Joseph Hans Kallenbach (* 28. Oktober 1897 in Saarunion; † 2. April 1966 in München) war ein deutscher paramilitärischer Aktivist. Er wurde vor allem bekannt als Verfasser eines Buches über seine gemeinsame Haftzeit mit Adolf Hitler auf der Festung Landsberg im Jahr 1924.

## Leben und Betätigung

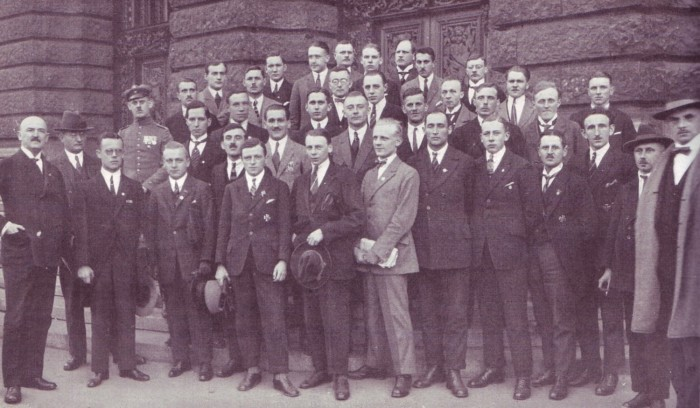
Kallenbach (erste Reihe, vierter von links, mit Eisernem Kreuz am Jackett) im Kreis der übrigen Angeklagten im „Kleinen Hitler-Prozess“ im April 1924.

Kallenbach war der Sohn des Forstassessors Karl Gustav Ernst Kallenbach und seiner Ehefrau Charlotte, geb. Messing. Er nahm von 1915 bis 1918 am Ersten Weltkrieg teil, in dem er den Rang eines Oberleutnants erreichte.
Anfang der 1920er Jahre schloss Kallenbach sich der NSDAP an. Nach der Aufstellung des Stoßtrupps Adolf Hitler, einer unter paramilitärischen Vorzeichen organisierten persönlichen Leibwache des NSDAP-Chefs, im Mai 1923 wurde Kallenbach Maschinengewehr-Zugführer in dieser Einheit, mit der er am 8. und 9. November 1923 am Hitler-Putsch teilnahm. Nach der Niederschlagung des Putsches wurde er in Haft genommen.
Im Sommer 1924 war Kallenbach einer von vierzig Angeklagten im Kleinen Hitler-Prozess gegen die Putschisten aus dem Stoßtrupp vor dem Volksgericht in München. Nach seiner Verurteilung wurde er in die Festung Landsberg verbracht, wo er bis zur vorzeitigen Entlassung Hitlers im Dezember die Haft mit diesem teilte.
Nach seiner Freilassung schloss Kallenbach sich der 1925 neu gegründeten NSDAP erst zum 1. Juni 1929 wieder an (Mitgliedsnummer 133.381). Außerdem wurde er zu dieser Zeit ein bald führendes Mitglied der Sturmabteilung (SA): Am 1. Januar 1930 wurde er Führer des Gausturms München-Oberbayern im Rang eines SA-Oberführers, bis er zum 1. Mai 1931 von Ernst Röhm als Führer der SA-Untergruppe Mittelschlesien-Nord zur SA-Gruppe Schlesien versetzt wurde. Vom 1. November 1931 bis 31. Dezember 1932 war er Inspekteur der Schlesischen SA-Führerschule. Aufgrund von Konflikten mit dem schlesischen SA-Chef Edmund Heines kehrte Kallenbach Ende 1932 nach München zurück.
Kurz nach der Machtergreifung der Nationalsozialisten im Frühjahr 1933 veröffentlichte Kallenbach unter dem Titel Mit Adolf Hitler auf Festung Landsberg ein Erinnerungsbuch über seine Zeit in Landsberg. Das Buch erlebte bis 1943 mindestens vier Auflagen.
In späteren Jahren amtierte Kallenbach als Geschäftsführer des Amtes für den 8./9. November 1923, dem die soziale und wirtschaftliche Betreuung der Teilnehmer des Putsches von 1923 oblag.

## Schriften
- Mit Adolf Hitler auf Festung Landsberg,  München 1933.